# 박노규
박노규(朴魯珪, 1918년 3월 14일 ~ 1951년 3월 3일)는 대한민국의 군인으로 한국 전쟁 당시 전사했다.
전북 임실군 둔남면에서 출생으로 편부 슬하에서 소학교를 겨우 마칠 정도로 극빈한 어린시절을 보냈고 과묵한 성격에 인내심이 강했으며 소학교를 졸업한 후 일본이 패망하자 국군에 입대했다. 
1946년 11월 국방경비사관학교 제2기생으로 졸업과 동시에 육군 참위로 임관되어 군번을 부여받았다. 당시 재임하고 있던 재정관보다는 일선 지휘관으로 활동하기를 원했는데 제4연대 작전주임장교로 취임한 뒤 곧이어 발생한 여순 사건을 진압하기 위해 1개 연대 병력을 이끌고 현지에 참전하였다.
순천을 탈환하고 여수로 진격하여 목표를 탈환하는데 성공하였으나 오른쪽 어깨에 부상을 당해 1개월간 병원생활을 해야만 했다. 이후 육군사관학교 교무처장을 거쳐 1949년 6월 수도경비사령부 작전참모로 전보되어 1950년 1월 옹진전투사령부 작전참모로 옮겨 한국 전쟁을 앞두고 북한군과 여러 차례의 국지전을 치렀다.
이후 은파산 전투를 마치고 육군보병학교 고등군사반에 입교하여 현대전술에 대한 연구를 하던 중 1950년 5월 1일 육군중령으로 진급하였고, 아울러 홍천에 주둔하고 있던 제2연대 부연대장에 보직되어 한국 전쟁에 나서게 되었다.
그리고 춘천 및 홍천 전투, 강릉 전투 등에서 활약했으며 1951년 3월 3일 일월산 전투에서 북한군 제10사단 패잔병을 섬멸하던 중 560고지에서 총에 맞아 전사했다.
사후 1951년 4월 27일 태극무공훈장이 수여되고 동시에 육군준장으로 추서되었으며 현재 유해는 서울 동작동 국립현충원 장군묘역 1-47에 안장되어 있다.

## 일화
남아로서의 진정한 용기와 상관으로서의 숭고한 부하애 및 인간애를 동시에 지녔는데 이화령-문경 전투에서 전사한 김용하(金鎔河) 대위의 시신을 손수 등에 업고 싸우며 후퇴하기도 했다.
뿐만 아니라 어용산 전투에서는 사살한 북한군의 시체 1,000구를 모두 묻어주는 인간애를 발휘하기도 하였고 조림산 전투에서 부상으로 병원에 후송될 때에는 “부상을 당해 더 싸우지 못해 조국에 미안하다. 그러나 곧 완쾌되어 전선으로 돌아가겠다”고 말할 정도로 책임감이 투철한 지휘관이었다.